# ハルキウ地下鉄
ハルキウ地下鉄（ウクライナ語: Харківський метрополітен）は、ウクライナのハルキウで運行されている地下鉄である。

## 沿革
ハルキウ地下鉄の計画はウクライナ・ソビエト社会主義共和国が首都をハリコフに置いていた時期にさかのぼる。1968年7月15日に着工し、7年後の1975年8月23日に現在のホロドノギルスィコ・ザヴォードスィカ線が開業した。現在、39，6kmの路線を有し、2006年には1日約8万人、1年で約2億9300万人の乗客を輸送している。開業以来現在までに70億人の乗客を輸送している。
かつてはウクライナ運輸省が直轄していたが、2009年にハルキウ市に移管された。
新型コロナウイルス感染拡大の影響で、2020年3月17日より運行を休止した。 地下鉄運休の代替として、 ハルキウ市は路面電車、バス、トロリーバスの運行経路を変更した
2020年5月25日に地下鉄の運行を再開した。乗客にはマスクかレスピレーターの着用が義務付けられている。
2022年2月24日、ロシアがウクライナへ侵攻。市内にも爆撃が加えられたことから、市民が地下鉄をシェルターとして利用することとなった。

## 路線
| #     | 路線名                                                                  | 開通   | 最新の駅開業年 | 路線長  | 駅数 |
| ----- | ----------------------------------------------------------------------- | ------ | -------------- | ------- | ---- |
| 1     | ホロドノギルスィコ・ザヴォードスィカ線 (Холодногірсько-Заводська лінія) | 1975年 | 1978年         | 17,3 km | 13   |
| 2     | サルティウスィカ線 (Салтiвська лінія)                                   | 1984年 | 1986年         | 10,4 km | 8    |
| 3     | オレクシイウスィカ線 (Олексіївська лінія)                               | 1995年 | 2010年         | 11.9 km | 9    |
| 合計: |                                                                         |        |                | 39.6 km | 29   |

## 利用

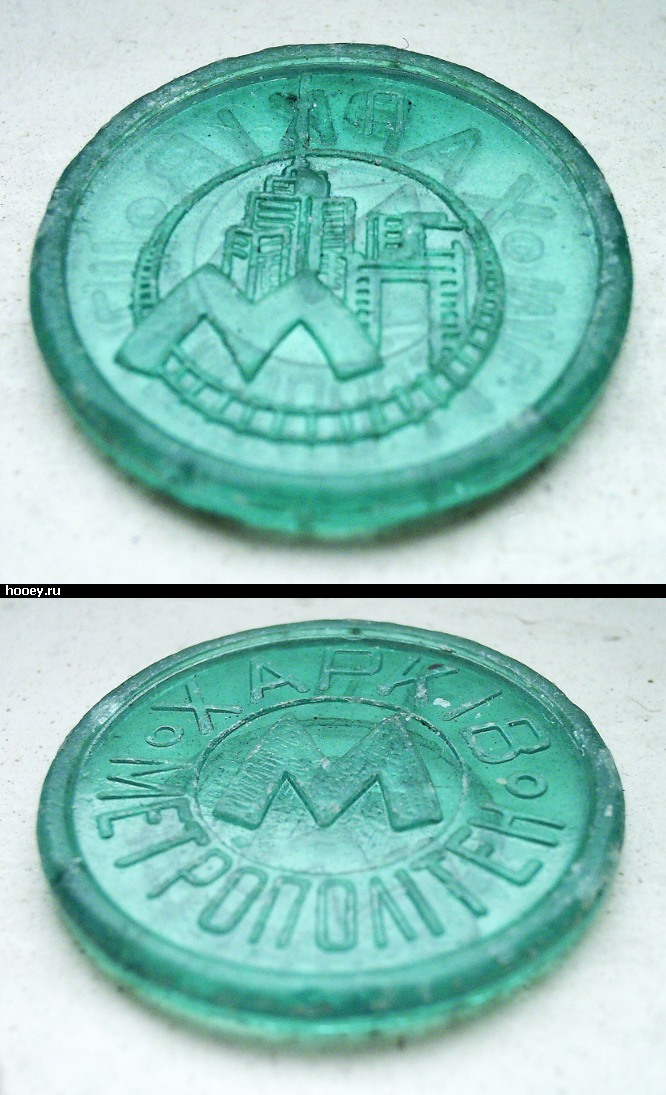
ハルキウ地下鉄で過去に用いられていたトークン

乗車料金は2009年2月14日の時点では50コピーカであったのが、2011年3月12日より2フリヴニャに上昇した。これまでダークグリーンやダークブルーのトークンが用いられてきたが、2007年7月より非接触型ICカードが導入された。このカードでは最大500フリヴニャまで入金でき、学生はカードで乗車すれば50%割引となる。カードは7フリヴニャで販売されている。2012年の新駅開業を契機として、地下鉄その他の公共交通機関に非接触型ICカードの導入がされた。
2011年10月26日にハルキウ市議会は2カ月以内に2カ月を目途にトークンを廃止する事を決定した。トークンはバーコード付の紙製の切符に置き換えられる。
始発電車は5時30分から、最終電車は0時45分まで運行している。運転間隔はラッシュ時は2-3分、その他の時間帯は4-6分間隔である。21時台には平均で10分間隔、22時台以降は13-18分となる。

## 車両
2019年現在、ハルキウ地下鉄に在籍している車両は以下の通りである。
- Ezh3形、Em508T形
- 81-717/714形
- 81-717.5/714.5形
- 81-718/719形
- 81-7036/7037形（ロシア語版）[15]
- 81-710.1形[16]

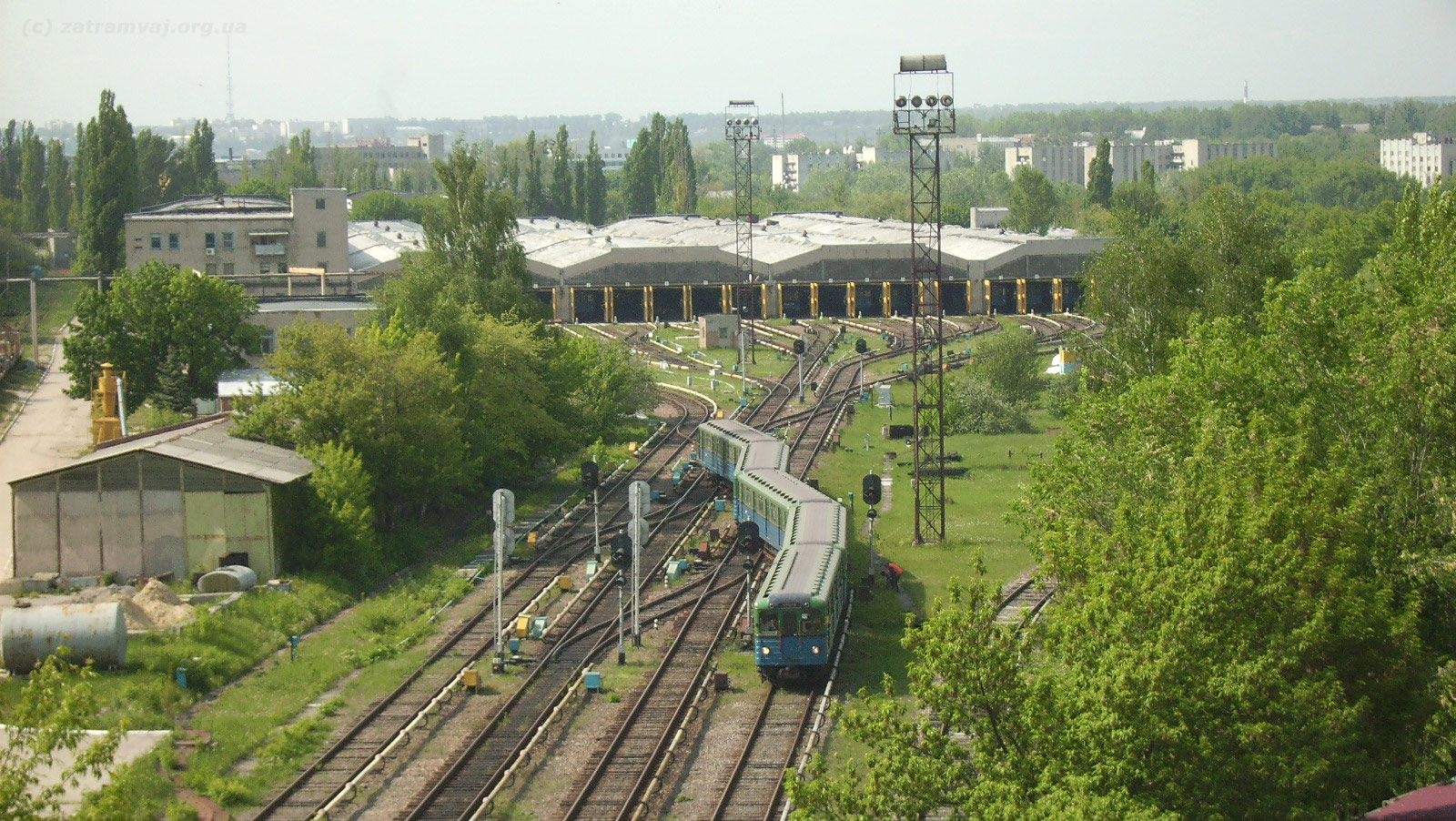
Ezh3形、Em508T形
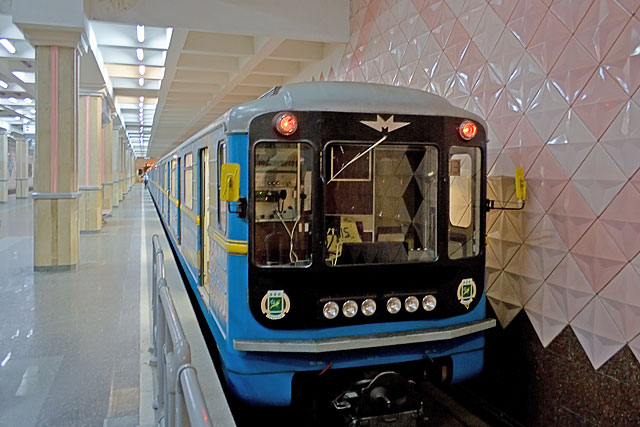
81-718/719形
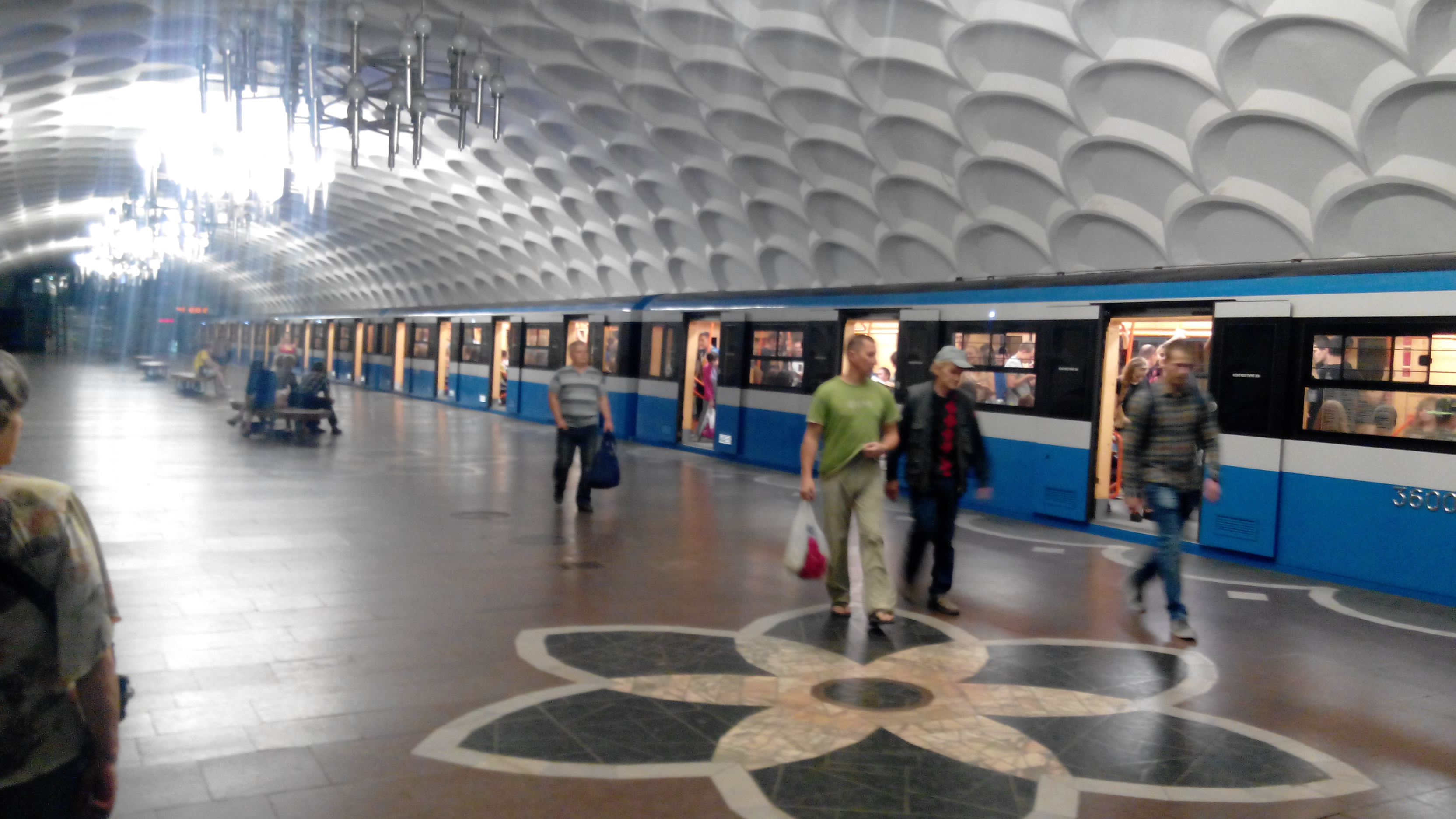
81-7036/7037形
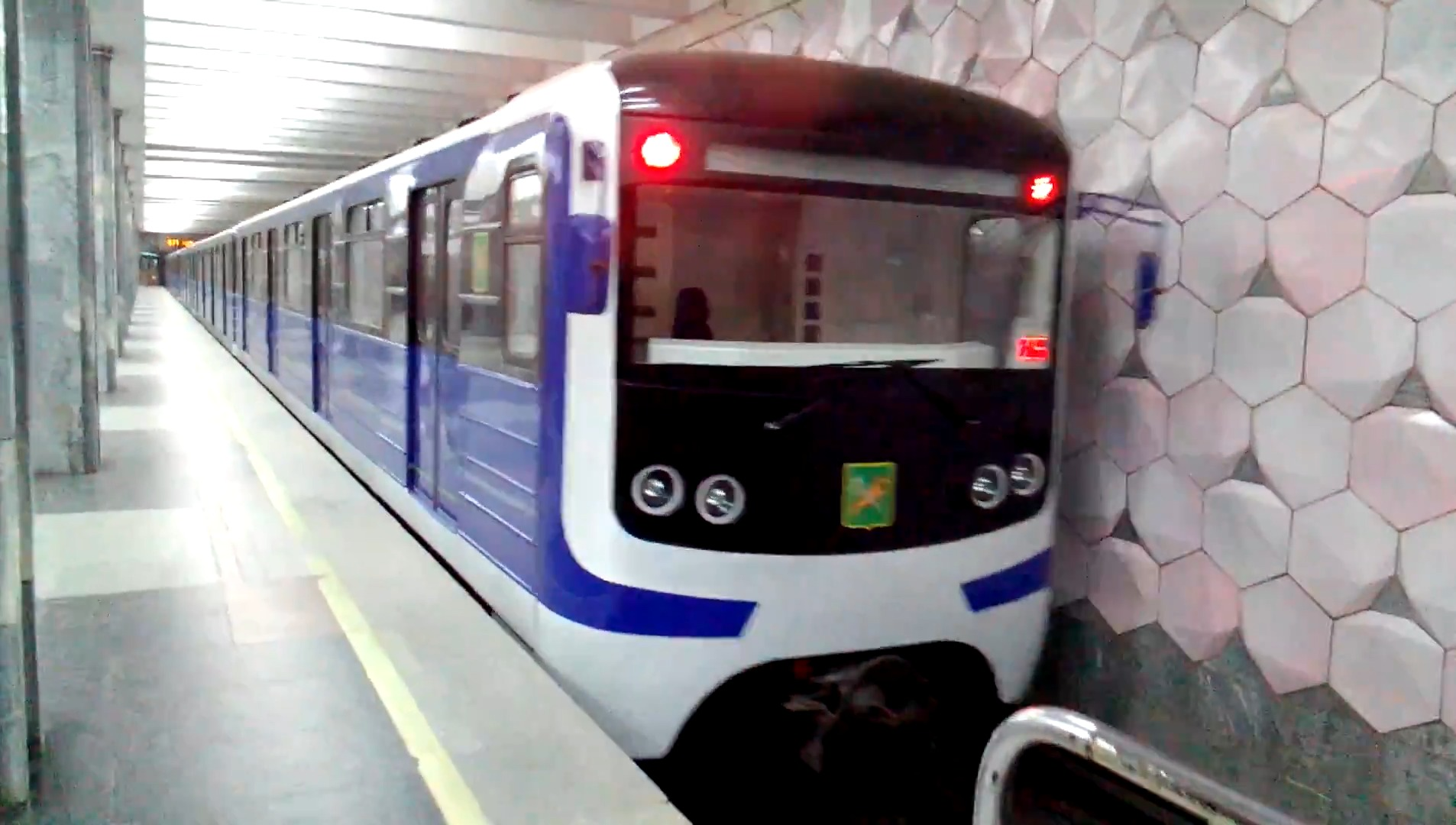
81-710.1形